# Dia Mundial del Patrimoni Audiovisual
L'Assemblea General de les Nacions Unides cada any el 27 d'octubre celebra el Dia Mundial del Patrimoni Audiovisual. El 2005 la Conferència General de la UNESCO, a la seva 33a reunió, va aprovar la Resolució 33 C/53 per la qual es va proclamar el 27 d'octubre de cada any Dia Mundial del Patrimoni Audiovisual per commemorar l'aprovació de la seva 21a reunió (1980), de la Recomanació sobre la Salvaguarda i la Conservació de les Imatges en Moviment.

## Celebracions anteriors
| Any  | Tema                                                                                    |
| ---- | --------------------------------------------------------------------------------------- |
| 2015 | “Los archivos en situación de riesgo: proteger las identidades del mundo” (en castellà) |
| 2014 | «Los archivos en situación de riesgo; se puede hacer mucho más».(en castellà)           |
| 2013 | «Preservar nuestro Patrimonio Audiovisual para las futuras generaciones». (en castellà) |
| 2012 | «Cuenta atrás para salvar el legado de la memoria audiovisual». (en castellà)           |
| 2011 | «Patrimonio audiovisual: Ver, oír y aprender».(en castellà)                             |
| 2010 | «Salve sus colecciones audiovisuales y disfrútelas – ahora». (en castellà)              |
| 2009 | «Un patrimonio evanescente – Nosotros podemos salvarlo».(en castellà)                   |
| 2008 | «El patrimonio audiovisual como testigo de la identidad cultural». (en castellà)        |